# オナガシジミ
オナガシジミ（尾長小灰蝶、Araragi enthea）は、チョウ目シジミチョウ科に属するチョウの一つ。南西諸島を除く日本全国に生息する。

## 形態
名の通り、少し長めの尾状突起を持つ。翅裏は灰白色に濃灰の斑紋で、後翅後縁がオレンジ色になり、尾状突起の先端は白くなる。後翅裏のオレンジ斑が前翅に続く点で近縁種のミズイロオナガシジミやウスイロオナガシジミと区別できる。翅表は濃灰一色である。

## 生態
年に1回発生し、成虫は初夏から夏にかけて出現する。越冬態は卵で、親チョウは孵化時を見越して新芽に産卵する。
成虫は夕方ごろに活発に活動し始めるが、昼間は葉の裏などで休んでいることが多い。